# Chromecast

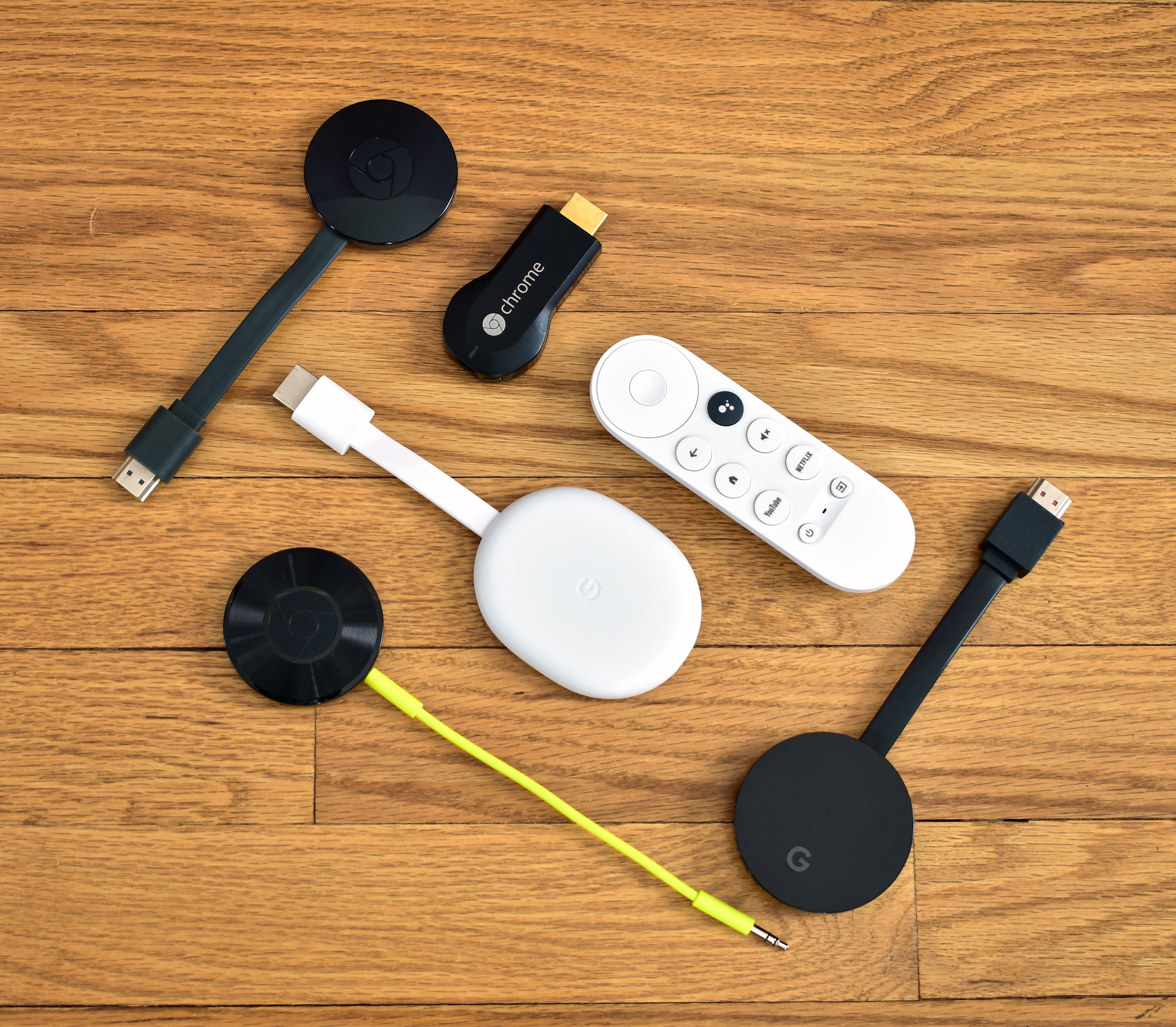
Kolekcja urządzeń z serii Chromecast

Chromecast – seria odtwarzaczy multimedialnych opracowanych przez Google.
Zaprojektowane jako dongle, urządzenia Chromecast odtwarzają treści audiowizualne na telewizorach wyposażonych w port HDMI lub amplitunerach poprzez bezpośredni ich przesył siecią Wi-Fi z internetu lub sieci lokalnej. Użytkownicy wybierają treści przeznaczone do odtwarzania używając aplikacji mobilnych lub internetowych, wspierających technologie Google Cast. Jednocześnie, urządzenia mogą wyświetlać treści przeglądane przy użyciu przeglądarki Google Chrome na komputerze stacjonarnym, lub obraz i dźwięk z niektórych urządzeń używających systemu Android.
Chromecast pierwszej generacji, urządzenie przeznaczone do przesyłu materiałów wizualnych, został zapowiedziany 24 lipca 2013 roku i wprowadzony do sprzedaży tego samego dnia na terenie Stanów Zjednoczonych w cenie 35 USD. SDK Google Cast'u zostało udostępnione 3 lutego 2014 roku, umożliwiając deweloperom modyfikacje swojego oprogramowania pod kątem współpracy z urządzeniami Chromecast. Jak podaje Google, ponad 20 000 aplikacji zostało przygotowanych do współpracy z Google Cast (stan z maja 2015).
Od premiery urządzenia na świecie zostało sprzedanych ponad 20 milionów egzemplarzy. Było to najlepiej sprzedające się urządzenie do przesyłu treści multimedialnych na terenie Stanów Zjednoczonych w 2014 roku. Urządzenie drugiej generacji, nazwane Chromecast Audio, miało swoją premierę we wrześniu 2015 roku i jest przeznaczone tylko do przesyłu treści dźwiękowych.